# Zwartnekbergtangare
De Zwartnekbergtangare (Dubusia taeniata) is een zangvogel uit de familie Thraupidae (tangaren). De soorten Carrikers bergtangare en streepkapbergtangare (Dubusia carrikeri resp. Dubusia stictocephala) zijn in 2023 afgesplitst.

## Verspreiding en leefgebied
Centraal Colombia en westelijk Venezuela tot noordwestelijk Peru.